# Batalla de l'Alfambra
La batalla de l'Alfambra fou una batalla de la Guerra Civil espanyola ocorreguda a la riba de l'Alfambra, dins del Front d'Aragó del 5 a 8 de febrer de 1938.

## Antecedents
Rendida Terol, les tropes franquistes van llançar un contraatac pel nord cap a l'Alto de Celadas y El Muletón, que dominen la vall del riu Alfambra. El dia 17 de gener, els nacionals trenquen les línies republicanes i amenacen de tallar la carretera d'Alcanyís, enmig d'una sèrie de tenaços combats aeris. Les Brigades Internacionals de la 35a Divisió van al lloc per aturar les tropes revoltades manades pel general Antonio Aranda.
No obstant això, aquest mateix dia s'estanca l'ofensiva dels nacionals, a causa del clima extremadament fred, que impedeix mobilitzar tropes al muntanyenc terreny de la província de Terol. Els comandaments revoltats aprofiten el descans per establir el seu pla d'atac contra la conca del riu Alfambra, amb la finalitat de trencar la resistència republicana i voltar decisivament la ciutat de Terol pel nord.

## Batalla
Al mes de febrer els franquistes van desbordar els flancs republicans i van infligir a aquests una dura derrota a la zona de l'Alfambra, enfrontament que va suposar un greu menyscapte per a l'Exèrcit Popular de la República. Després d'això, el camí estava obert i el 22 de febrer la ciutat de Terol tornava a mans de Franco. Encara que les operacions van constituir un greu desgast per a tots dos exèrcits, aquestes ho van ser especialment pels republicans.

## Conseqüències
La batalla de Terol havia consumit els recursos bèl·lics de l'Exèrcit Popular Republicà. Mentre el general Franco havia redistribuir ràpidament el gruix de les seves forces al llarg del front d'Aragó, entre la ciutat de Terol i el sud de la província de Saragossa. El seu objectiu era aprofitar l'avantatge per conquerir la resta d'Aragó i penetrar a Catalunya i a la depressió del riu Ebre. L'exèrcit insurrecte va reunir per a aquesta campanya més de 100.000 homes, incloent les seves tropes més ben preparades, que anirien en avantguarda de l'ofensiva.